# WatchOS
watchOS ist das Betriebssystem der Apple Watch, entwickelt von Apple Inc. Es basiert auf dem Betriebssystem iOS und teilt mit diesem diverse Funktionen. Es wurde am 24. April 2015 zusammen mit der Apple Watch, dem einzigen Gerät, das watchOS unterstützt, vorgestellt. Die zugehörige API nennt sich WatchKit.

## Geschichte
Die erste Version des noch „Watch OS“ bezeichneten Betriebssystems wurde am 24. April 2015 zusammen mit der Apple Watch vorgestellt.
Die zweite Version, watchOS 2, ermöglicht es Drittanbietern, native Apps für den Apple-Watch-App-Store zu entwickeln und enthielt diverse andere Verbesserungen. Diese Version wurde im Juni 2015 im Rahmen der WWDC 2015 der Öffentlichkeit vorgestellt und am 21. September 2015 veröffentlicht.
Die dritte Version, watchOS 3, wurde im Rahmen der WWDC 2016 im Juni 2016 der Öffentlichkeit vorgestellt und erschien am 13. September 2016. WatchOS 3 soll die Leistung weiter verbessern und fügt neue Zifferblätter und vorinstallierte Applikation hinzu, wie beispielsweise Erinnerungen, Atmen und Home.
Die vierte Version, watchOS 4, wurde auf der WWDC 2017 im Juni 2017 präsentiert und im September 2017 veröffentlicht. WatchOS 4 beinhaltet neue Funktionen, wie ein neues Siri-Watchface und Health Verbesserungen. WatchOS 4 war die letzte Version für die Apple Watch der ersten Generation.
Mit watchOS 5, vorgestellt auf der WWDC 2018, veröffentlicht am 17. September 2018, wurden zahlreiche neue Funktionen (bspw. Walkie Talkie, erweiterte Aktivitätsfunktionen, verbessertes Siri, überarbeitete Mitteilungen) eingeführt. Es wurden auch wieder neue Zifferblätter eingeführt, die jedoch teilweise exklusiv für das größere Display der Apple Watch Series 4 entwickelt wurden und auch nur auf diesem Modell ausgewählt werden können.
WatchOS 6 wurde auf der WWDC 2019 erstmals gezeigt. Es bietet neue Ziffernblätter sowie neue Möglichkeiten eigene Aktivitäten auszuwerten. Der App Store kann nun direkt auf der Uhr bedient werden und es gibt neue Standard-Apps wie z. B. einen Taschenrechner und eine App für Hörbücher. Mit einem neuen Widget ist es ab sofort auch möglich zu testen, wie laut eine Umgebung ist (in Dezibel).
Die neuste Version, watchOS 7, wurde im Rahmen der WWDC 2020 am 22. Juni erstmals angekündigt. Nutzer haben nun die Möglichkeit aus weiteren Workouts – wie etwa dem Tanz-Workout zu wählen. Des Weiteren können Nutzer ab dieser Version nun ihren Schlaf tracken lassen.
Auf der WWDC 2021 wurde die neue Version watchOS 8 erstmals vorgestellt. Sie ist ab dem 20. September 2021 für die Apple Watch 3 oder neuer verfügbar. Es gibt zwei neue Trainings, Tai-Chi und Pilates, und die Funktion der Sturzerkennung wurde erweitert und ist nun auch beim Radfahren verwendbar. Wie auch in iOS 15 wird der Modus „Nicht stören“ durch den neuen Fokus-Modus ersetzt. Dieser erlaubt Personalisierungen hinsichtlich automatischer Aktivierung an bestimmten Orten oder zu bestimmten Zeiten, sowie wichtiger Kontakte, deren Nachrichten auch bei aktiviertem Fokus angezeigt werden. Es ist nun außerdem möglich die Atemfrequenz während des Schlafs zu tracken und die App „Atmen“ wurde zu „Achtsamkeit“ erweitert.
Am 6. Juni 2022 auf der WWDC 2022 wurde watchOS 9 vorgestellt. Als neue Funktionen nennt Apple vier neue Ziffernblätter sowie Updates für die Trainingsapp. Hier können sich Nutzer während eines Trainings noch genauere Hinweise anzeigen lassen. Zudem sind neue Messwerte zu Laufform, darunter Schrittlänge, Bodenkontaktzeit und vertikale Oszillation verfügbar. Auch das Schlaftracking wurde erweitert und soll nun einzelne Schlaf-Phasen erkennen. Neu ist auch das Medikation-Feature mit dem Nutzer sich z. B. an die Einnahme von Medikamenten erinnern lassen können.
Auf der WWDC 2023 wurde am 5. Juni 2023 dann watchOS 10 angekündigt. Zu den neuen Funktionen gehören neue Widgets und Fitnessfunktionen für Radfahrer. In der Achtsamkeits-App können Stimmungen aufgezeichnet werden, die in Verbindung mit Fragebögen das Depressionsrisiko berechnen sollen.
Im darauffolgenden Jahr wurde auf der WWDC 2024 am 10. Juni 2024 watchOS 11 vorgestellt. Neu ist unter anderem die Funktion "Training Load", mit der Nutzer sehen können, wie stark ihr Körper durch die letzten Trainingseinheiten beansprucht wurde. Außerdem zeigt die neue Vitals-App wichtige Vitalwerte wie Herzfrequenz, Atemfrequenz oder Blutsauerstoff im Überblick an. Bei auffälligen Abweichungen informiert die App automatisch. Die Aktivitätsringe lassen sich nun pausieren, zum Beispiel bei Krankheit oder an Ruhetagen. Zudem gibt es neue Widgets, Verbesserungen für das Smart Stack sowie ein automatisches, intelligentes Fotos-Ziffernblatt. Auch die Übersetzer-App ist nun auf der Apple Watch verfügbar.
Im Rahmen der WWDC 2025 wurde am 9. Juni 2025 watchOS 26 vorgestellt. Mit der neuen Version erhalten Nutzer unter anderem den "Workout Buddy", einen KI-basierten Motivationstrainer, der während des Trainings personalisierte Hinweise und Ansporn liefert. Außerdem bringt watchOS 26 - wie auch iOS, iPadOS, tvOS und macOS 26 - ein überarbeitetes Design, welches als "Liquid Glass" bezeichnet wurde. Die Trainings-App wurde ebenfalls neu gestaltet und bietet nun Schnellzugriffsbuttons in den Ecken sowie automatisch generierte Playlists über Apple Music. Der Smart Stack zeigt nun kontextabhängige Inhalte, und mit der neuen Wrist-Flick-Geste lassen sich Anrufe und Benachrichtigungen durch eine einfache Handbewegung abweisen. Neu ist auch die Notizen-App sowie eine automatische Lautstärkeanpassung je nach Umgebungsgeräusch.

## Benutzeroberfläche
Der Startbildschirm (auch bezeichnet als „Carousel“) besteht aus runden Application Icons, an die mit Hilfe einer digitalen Krone heran und heraus gezoomt werden kann. Gestartet werden die Applikationen über eine Berührung auf dem Bildschirm. Viele der Apps sind kleinere, vereinfachte Versionen ihrer iOS-Pendants.
Checks ermöglichen einen schnellen Zugriff auf eine Zusammenfassung der populärsten Apps, die auf der Apple Watch verwendet werden können. Die Checks-Ansicht wird mit einer Wischgeste nach oben von der Watch-Face-Ansicht aus geöffnet. Mit watchOS 3 werden Checks durch ein sogenanntes Dock ersetzt, über das häufig verwendete Apps über den seitlich liegenden Knopf aufgerufen werden können.
Wischt man nun von unten nach oben, erscheint das Kontrollzentrum.
Die Uhr kann mit Hilfe des Force-Touch-Bildschirms verschiedene Aktionen und Optionen erscheinen lassen, je nachdem, ob der Benutzer nur auf den Bildschirm tippt oder auf diesen fester drückt. Diese Funktionalität ist seit WatchOS 7 und damit der Apple Watch Series 6 nicht mehr vorhanden.

## Systemanforderungen
Um watchOS 26.x nutzen zu können, gibt es verschiedene Systemanforderungen.
Hierzu zählen:
- iPhone 11 oder neuer
- iOS 26 oder neuer

und eine der folgenden Apple-Watches:
- Apple Watch SE (2. Generation)
- Apple Watch Series 6
- Apple Watch Series 7
- Apple Watch Series 8
- Apple Watch Series 9
- Apple Watch Series 10
- Apple Watch Ultra
- Apple Watch Ultra 2

## Versionen

### Watch OS 1.x
| Version | Erscheinungsdatum | Wichtige Änderungen |
| ------- | ----------------- | --- |
| 1.0.x   | 24. April 2015    | - Erste Veröffentlichung auf der Apple Watch - Neun Watch Faces - 20 Vorinstallierte Apps - Unterstützt die Anzeige neuer Emoji-Zeichen - Verbesserungen bei Benachrichtigungen - Verbesserte Leistung - 26 Sicherheitslücken behoben - Letzte Version: 1.0.1 (19. Mai 2015) |

### watchOS 2.x
| Version | Erscheinungsdatum  | Wichtige Änderungen |
| ------- | ------------------ | --- |
| 2.0.x   | 21. September 2015 | - Nachttisch-Modus - Neue Watch Faces und Zeitmessungsfunktionen: - Neue 24-Stunden-Zeitraffer-Videos - Zeitreise-Feature - Unterstützung Foto-Galerie inkl. Live Photos - Drittanbieter-Erweiterungen - Siri: Spezielles Workout, Unterstützung von FaceTime-Audio-Anrufen und HomeKit, ÖPNV-Wegbeschreibungen, Öffnen von Glances, Wörter nachschlagen, Trinkgeld berechnen - Aktivitäten und Workout: Unterstützung von Drittanbieter-Apps, Ziele können auf dem iPhone geteilt werden, interaktive Achievements, wöchentliche Zusammenfassung, Stummschalten der Aktivitäten-Benachrichtigungen für einen Tag, automatische Workout-Speicherung - Apple Pay und Apple Wallet: Unterstützung von Discover-Karten, Rabatt- sowie Kundenkarten, Eintrittskarten von Drittanbieter-Apps können direkt über die Apple Watch Wallet hinzugefügt werden, Wallet-App ersetzt Passbook, Unterstützung Großbritannien - Neuen Funktionen für Freunde und Digital Touch - Karten: ÖPNV-Ansicht zeigt Stationen, Linien sowie regionale Verbindungen in größeren Städten, Betrachte die Ankunftstafel von Stationen - Music: Neuer Beats-1- und Quick-Play-Knopf - Neue Entwickler-Möglichkeiten, u. a.: Natives SDK, Zugriff auf Gerätehardware und Sensoren (Pulsmesser, Beschleunigungsmesser, Mikrofon, Lautsprecher, Mikrofon, Lautsprecher, Taptic Engine, digitale Krone) - Sprachunterstützung erweitert - Neue Emojis - Weitere Fehlerbehebungen und Verbesserungen - Insgesamt 50 Sicherheitslücken geschlossen - Letzte Version: 2.0.1 (21. Oktober 2015) |
| 2.1     | 8. Dezember 2015   | - Zusätzliche Systemsprachen - Zusätzliche Unterstützung für rechts-nach-links-Benutzeroberfläche - Hinzugefügt wurde die Möglichkeit zwischen lateinischen Ziffern und Hindi Ziffern für Arabisch zu wechseln - Fügt eine neue Komplikation für islamische und hebräischen Kalender hinzu - Zusätzliche Sprachen für Siri und Diktatuntersützung für weitere Sprachen - Weitere Fehlerbehebungen und Verbesserungen - 30 Sicherheitslücken geschlossen |
| 2.2.x   | 21. März 2016      | - Fügt die Möglichkeit hinzu, mehrere Apple Watches mit einem iPhone zu koppeln - Fügt „In der Nähe“ bei Karten hinzu, womit bestimmte Geschäfte oder Plätze in der Nähe angezeigt werden können - Erweiterung der Systemsprachen und Diktate - Neue Siri-Sprachunterstützung - Die Häufigkeit der Hintergrundmessungen der Herzfrequenz erhöht sich - Allgemeine Verbesserungen der Leistung und Stabilität - Insgesamt 89 Sicherheitslücken geschlossen - Letzte Version: 2.2.2 (18. Juli 2016) |

### watchOS 3.x
| Version | Erscheinungsdatum  | Wichtige Änderungen |
| ------- | ------------------ | --- |
| 3.0     | 13. September 2016 | - Leistungs- und Navigationsverbesserungen - Unterstützung für eine neue Steuerungszentrale - Neue Zifferblätter - Neue Funktionen Aktivität und Workouts: Teilen von Aktivitäten über iMessage oder anderen Messaging-Plattformen, Unterstützung für Personen im Rollstuhl, fünf Trainingskennzahlen auf einen Blick, Atem-App - Nachrichten: iOS-10-Unterstützung - HomeKit: Unterstützung für neue Home-App hinzu - SOS: Möglichkeit zum Absetzen eines Notrufs - Automatische macOS-Anmeldung wenn die Apple Watch in der Nähe ist |
| 3.1.x   | 24. Oktober 2016   | - Neue Option zum Wiederholen von Sprechblasen- und Hintergrundeffekten in „Nachrichten“ - Wiedergabe von Nachrichteneffekten bei aktivierter Einstellung „Bewegung reduzieren“ - Fehlerbehebungen und Verbesserungen - Insgesamt 47 Sicherheitslücken geschlossen - Letzte Version: 3.1.3 (23. Januar 2017) |
| 3.2.x   | 27. März 2017      | - Siri funktioniert jetzt mit Apps vom App Store, sodass damit u. a. Trainings gestartet, Nachrichten gesendet, Zahlungen ausgeführt und Fahrten gebucht werden können. - Mit der Einstellung „Theatermodus“ wird der Stummmodus aktiviert und das Display bleibt selbst beim Armheben dunkel und kann nur durch Antippen aktiviert werden. - Die Funktion, mit der Text per Hand eingegeben kann, ist jetzt für Französisch, Spanisch und Italienisch verfügbar. - Der Status der Synchronisierung von Musik-Playlists wird jetzt in der Apple Watch-App auf dem iPhone angezeigt. - Insgesamt 73 Sicherheitslücken geschlossen - Letzte Version: 3.2.3 (19. Juli 2017) |

### watchOS 4.x
| Version | Erscheinungsdatum  | Wichtige Änderungen |
| ------- | ------------------ | --- |
| 4.0.x   | 19. September 2017 | - Überarbeitete Apps: Musik, Taining, App-Switcher - Neue Nachrichten-App - Taschenlampen-Funktion - Gymkit: Drahtlose Kommunikation mit Fitnessgerären - Apple-Pay-Cash: Drahtloses bezahlen von Person-zu-Person - 47 Sicherheitslücken geschlossen - Letzt Version: 4.0.1 (4. Oktober 2017)                                                                       |
| 4.1     | 31. Oktober 2017   | - Apple Music (nur für Series 3) - Neue Radio-App - Über 70 neue Emojis - Fehlerbehebungen und Stabilitätsverbesserungen - 7 Sicherheitslücken geschlossen |
| 4.2.x   | 5. Dezember 2017   | - Senden, Anfordern und Empfangen von Geld mit Apple Pay Cash in „Nachrichten“ oder über Siri (nur USA) - Unterstützung für HomeKit-Sprinklers und -Wasserhähne in Home - Insgesamt 34 Sicherheitslücken geschlossen - Letzte Version: 4.2.3 (19. Februar 2018) |
| 4.3.x   | 30. März 2018      | - Neue Animation beim Aufladen - Steuern der Lautstärke und Wiedergabe auf dem HomePod von der Apple Watch aus - Erneutes Steuern von Musik auf dem iPhone - Verwenden des Weckermodus in beliebiger Ausrichtung - Letzte Version für Apple-Watch-Generation 1 aus dem Jahr 2015 - Insgesamt 52 Sicherheitslücken geschlossen - Letzte Version: 4.3.2 (9. Juli 2018) |

### watchOS 5.x
| Version | Erscheinungsdatum  | Wichtige Änderungen |
| ------- | ------------------ | --- |
| 5.0.x   | 17. September 2018 | - Aktivitätswettbewerbe - Workout-Updates - Podcasts - Walkie Talkie - Intelligentere Siri - Verbesserte Mitteilungen - „Zeitreise“-Feature wurde entfernt - Fehlerbeseitigung: einige Geräte konnten nicht mehr korrekt aufgeladen werden - 4 Sicherheitslücken geschlossen - Letzte Version: 5.0.1 (27. September 2018) |
| 5.1.x   | 30. Oktober 2018   | - Fehlerbeseitigung für Bootschleife auf der Apple Watch Series 4 - Insgesamt 54 Sicherheitslücken geschlossen - Letzte Version: 5.1.3 (22. Januar 2019) |
| 5.2.x   | 27. März 2019      | - EKG-App - Insgesamt 60 Sicherheitslücken geschlossen - Letzte Version: 5.2.1 (13. Mai 2019) |
| 5.3.x   | 22. Juli 2019      | - Version für Telefone vor iPhone 6s und Betriebssystem vor iOS 13 - Insgesamt 30 Sicherheitslücken geschlossen - „Wichtige Sicherheitsaktualisierung“ (nicht näher benannt) - Aktuellste Version: 5.3.9 (5. November 2020)                                                                                               |

### watchOS 6.x
| Version | Erscheinungsdatum  | Wichtige Änderungen |
| ------- | ------------------ | --- |
| 6.0.x   | 19. September 2019 | - Neue Ziffernblätter - Neue Funktionen zur Aktivitätenauswertung - App Store auf der Uhr - Neue Standard-Apps (z. B. Taschenrechner) - Funktion zur Überwachung der Umgebungslautstärke - 1 Sicherheitslücke geschlossen - Letzte Version: 6.0.1 (30. September 2019) |
| 6.1.x   | 29. Oktober 2019   | - Unterstützung für AirPods Pro - Verbesserungen und Fehlerbehebungen - Unterstützung der Apple Watch Series 1 und 2 - Insgesamt 47 Sicherheitslücken geschlossen - Letzte Version: 6.1.2 (28. Januar 2020)                                                            |
| 6.2.x   | 24. März 2020      | - Verbesserungen und Fehlerbehebungen - Insgesamt 72 Sicherheitslücken geschlossen - Letzte Version: 6.2.9 (5. November 2020) |
| 6.3     | 14. Dezember 2020  | - Version für Apple Watch Series 1 und 2 - 1 Sicherheitslücke geschlossen |

### watchOS 7.x
| Version | Erscheinungsdatum  | Wichtige Änderungen |
| ------- | ------------------ | --- |
| 7.0.x   | 16. September 2020 | - Unterstützung für Apple Watch Series 1 und 2 entfernt - Schlafüberwachung - Neue Trainingsarten und Messdaten - Neue App „Memoji“ - Überarbeitung und Verbesserung verschiedener Apps und Zifferblättern - „Karten“: Verbesserte Navigationsdarstellung und Radrouten für 5 Großstädte bzw. Ballungsräume - „Familienkonfiguration“: Möglichkeit zur Verwendung der Apple Watch ohne iPhone (ab Series 4 LTE) - Ab Series 4: Händewaschen-Timer und Diktierfunktion - 3D Touch bzw. Force Touch deaktiviert - Insgesamt 4 Sicherheitslücken geschlossen - Letzte Version: 7.0.3 (19. Oktober 2020) |
| 7.1     | 5. November 2020   | - Verbesserungen und Fehlerbehebungen - 25 Sicherheitslücken geschlossen |
| 7.2     | 14. Dezember 2020  | - Apple Fitness+ - Überwachung des Cardiofitness-Niveaus - 14 Sicherheitslücken geschlossen |
| 7.3.x   | 26. Januar 2021    | - Verbesserungen und Fehlerbehebungen - Insgesamt 39 Sicherheitslücken geschlossen - Letzte Version: 7.3.3 (26. März 2021) |
| 7.4.x   | 26. April 2021     | - Entsperrung des iPhones mittels Apple Watch (ab iPhone X) - Klassifizierung von Bluetooth-Geräten für die Wiedergabe von Audio-Benachrichtigungen - Streamen von Inhalten von Apple Fitness+ auf AirPlay-2-kompatible Geräte - Insgesamt 39 Sicherheitslücken geschlossen - Letzte Version: 7.4.1 (3. Mai 2021) |
| 7.5     | 24. Mai 2021       | - Zugriff auf abonnierte Inhalte in der Podcasts-App - 25 Sicherheitslücken geschlossen |
| 7.6.x   | 19. Juli 2021      | - Unterstützung der EKG-App und Mitteilungen bei Herzrhythmusstörungen in 30 weiteren Regionen - Insgesamt 23 Sicherheitslücken geschlossen - Letzte Version: 7.6.2 (13. September 2021) |

### watchOS 8.x
| Version | Erscheinungsdatum  | Wichtige Änderungen |
| ------- | ------------------ | --- |
| 8.0     | 20. September 2021 | - Bedienungshilfen: Assistive-Touch-Gestensteuerung - Neue Zifferblätter: Porträt - Wallet: Auto-, Haus-, Hotel- und Geschäftstürschlüssel hinzufügen - Fokus-Modus - Atmen-App zu Achtsamkeit: Atem- und Reflektionsübungen - Schlaf: Tracking der Schlafatmung - Sturzerkennung: jetzt auch während Training - Trainings: Tai Chi und Pilates als neue Trainingsarten, Verbesserung von Outdoor-Cycling (automatische Start/Stopp-Funktion, bessere Kalorienberechnung für E-Bikes, Sprachfeedback) - Wo ist?: Geräte und Gegenstände über dafür bereitgestellte Watch-Apps finden - Familienkonfiguration: Fahrkarten und Google Kalender und Mail werden unterstützt, Wander-Messwerte angepasst für Kinder - Wetter: Unwetterwarnungen in unterstützten Regionen - Timer: Mehrere Timer gleichzeitig nutzbar - Tipps-App hinzugefügt - 15 Sicherheitslücken geschlossen - Letzte Version: 8.0.1 (11. Oktober 2021) |
| 8.1.x   | 25. Oktober 2021   | - Unterstützung für COVID-19-Impfkarten zum Vorzeigen verifizierbarer Impfungsinformationen in Apple Wallet - Verbesserungen und Fehlerbehebungen - 16 Sicherheitslücken geschossen - Letzte Version: 8.1.1 (18. November 2021) |
| 8.3     | 13. Dezember 2021  | - Unterstützung für das Apple-Music-Voice-Abonnement - wöchentlicher Datenschutzbericht für installierte Apps - 28 Sicherheitslücken geschlossen |
| 8.4.x   | 27. Januar 2022    | - Verbesserungen und Fehlerbehebungen - 8 Sicherheitslücken geschlossen - Letzte Version: 8.4.2 (10. Februar 2022) |
| 8.5.x   | 14. März 2022      | - Eine neue Siri-Stimme (nur USA) - ca. 40 neue Emojis - Möglichkeit, Apple TV-Käufe und -Abonnements zu autorisieren - Unterstützung für das europäische digitale COVID-Zertifikatsformat in Apple Wallet - Verbesserungen der Mitteilungen bei Herzrhythmusstörungen - Neue Audiohinweise in Fitness+ - Es ist möglich, die Firmware der Apple Watch drahtlos über das iPhone wiederherzustellen - 26 Sicherheitslücken geschlossen - Letzte Version: 8.5.1 (31. März 2022) |
| 8.6     | 16. Mai 2022       | - Fehlerbehebungen und Verbesserungen - 21 Sicherheitslücken geschlossen |

### watchOS 9.x
| Version | Erscheinungsdatum  | Wichtige Änderungen |
| ------- | ------------------ | --- |
| 9.x     | 12. September 2022 | - AFib Historie - Hunde und Katzen werden im Porträt-Ziffernblatt korrekt erkannt - 4 neue Ziffernblätter - Einstellungsmöglichkeit des Ziffernblatt-Hintergrundes - Herzfrequenzzonen für die Trainingsapp - Einstellung zum Wechsel der Sportart in einem Training - Erweiterung der Sprachenvariablität in der Tastatur - Medikamente App - genauere Schlafanalyse - überarbeitete Kalender App - 28 Sicherheitslücken geschlossen - Letzte Version: 9.0.2 (10. Oktober 2022) |
| 9.1     | 24. Oktober 2022   | - Verbesserte Batterielaufzeit bei Geh-, Lauf- und Wandertrainings im Freien - Reduzierte Herzfrequenz- und GPS-Messungen auf Apple Watch Series 8, SE (2. Gen) und Ultra - Musikdownloads über WLAN oder mobile Daten auch außerhalb des Ladevorgangs - Unterstützung für den Smarthome-Standard Matter - Behebung eines Fehlers beim Sprachfeedback der durchschnittlichen Pace bei Outdoor-Läufen - Korrektur von abweichenden Regenwahrscheinlichkeiten zwischen Apple Watch und iPhone - Fix für die Wetterkomplikation „Stündlich“, die falsche Tageszeiten anzeigen konnte - Fehlerbehebung bei stehenbleibender Zeitanzeige während Krafttrainings - VoiceOver nennt nun korrekt den App-Namen vor dem Vorlesen mehrerer Mitteilungen - 20 Sicherheitslücken geschlossen |